# Pure Phase
Albums de Spiritualized
Fucked Up Inside
(1993) Ladies and Gentlemen We Are Floating in Space
(1997)
Pure Phase est le deuxième album studio du groupe britannique Spiritualized, sorti le 28 mars 1995,.

## Titres
1. Medication
2. The Slide Song
3. Electric Phase
4. All of My Tears
5. These Blues
6. Let It Flow
7. Take Good Care of It
8. Born, Never Asked
9. Electric Mainline
10. Lay Back in the Sun
11. Good Times
12. Pure Phase
13. Spread Your Wings
14. Feel Like Goin' Home